# Panochthus
Panochthus és un gènere extint de mamífers cingulats de la família dels gliptodòntids que visqueren a Sud-amèrica des del Pliocè superior fins a temps recents. Se n'han trobat restes fòssils a l'Argentina, Bolívia, el Brasil, el Perú i l'Uruguai.
Podia atènyer 3 metres de llargada i fins a 1.500 kg de pes. La part superior del crani i el cos estaven protegits per una cuirassa hemisfèrica composta de centenars d'escates arrodonides. La cua, curta i cuneïforme, constava de petites bandes òssies dotades de punxes que servien per a la defensa de l'animal. Se n'ha trobat un espècimen amb els anells traqueals conservats.